# Keith Jarrett
Keith Jarrett (n. 8 mai 1945, Allentown, Pennsylvania, SUA) este un pianist și compozitor american care activează atât în jazz cât și în muzica clasică.
1. ↑  „Keith Jarrett”, Gemeinsame Normdatei, accesat în 11 decembrie 2014
2. ↑  „Keith Jarrett”, Gemeinsame Normdatei, accesat în 17 aprilie 2015
3. ↑  CONOR.SI[*] Verificați valoarea |titlelink= (ajutor)
4. ↑  IdRef, accesat în 4 martie 2020
5. ↑  Montreux Jazz Festival Database[*] Verificați valoarea |titlelink= (ajutor);
6. ↑  , Steinway & Sons[*] https://www.steinway.com/artists/keith-jarrett, accesat în 6 ianuarie 2025 Lipsește sau este vid: |title= (ajutor)